# Bádminton en los Juegos Paralímpicos
El bádminton adaptado fue incluido en los Juegos Paralímpicos de Verano desde la decimosexta edición que se celebró en Tokio (Japón) en 2020.

## Ediciones
| N.º | Año  | Sede  | País    |
| --- | ---- | ----- | ------- |
| I   | 2020 | Tokio | Japón   |
| II  | 2024 | París | Francia |

## Medallero histórico
- Actualizado hasta París 2024.[2]

| Núm. | País                          | Oro | Plata | Bronce | Total |
| ---- | ----------------------------- | --- | ----- | ------ | ----- |
| 1    | República Popular China (CHN) | 14  | 5     | 3      | 22    |
| 2    | Japón (JPN)                   | 5   | 2     | 6      | 13    |
| 3    | Indonesia (INA)               | 3   | 6     | 5      | 14    |
| 4    | India (IND)                   | 3   | 3     | 3      | 9     |
| 5    | Francia (FRA)                 | 3   | 1     | 1      | 5     |
| 6    | Malasia (MAS)                 | 2   | 0     | 0      | 2     |
| 7    | Corea del Sur (KOR)           | 0   | 5     | 2      | 7     |
| 8    | Reino Unido (GBR)             | 0   | 3     | 1      | 4     |
| 9    | Tailandia (THA)               | 0   | 2     | 3      | 5     |
| 10   | Hong Kong (HKG)               | 0   | 2     | 1      | 3     |
| 11   | Estados Unidos (USA)          | 0   | 1     | 0      | 1     |
| 12   | Alemania (GER)                | 0   | 0     | 1      | 1     |
| 12   | Brasil (BRA)                  | 0   | 0     | 1      | 1     |
| 12   | Nigeria (NGR)                 | 0   | 0     | 1      | 1     |
| 12   | Noruega (NOR)                 | 0   | 0     | 1      | 1     |
| 12   | Suiza (SUI)                   | 0   | 0     | 1      | 1     |
|      | TOTAL                         | 30  | 30    | 30     | 90    |